# مدرسه عالی کتابداری دانشگاه شیکاگو

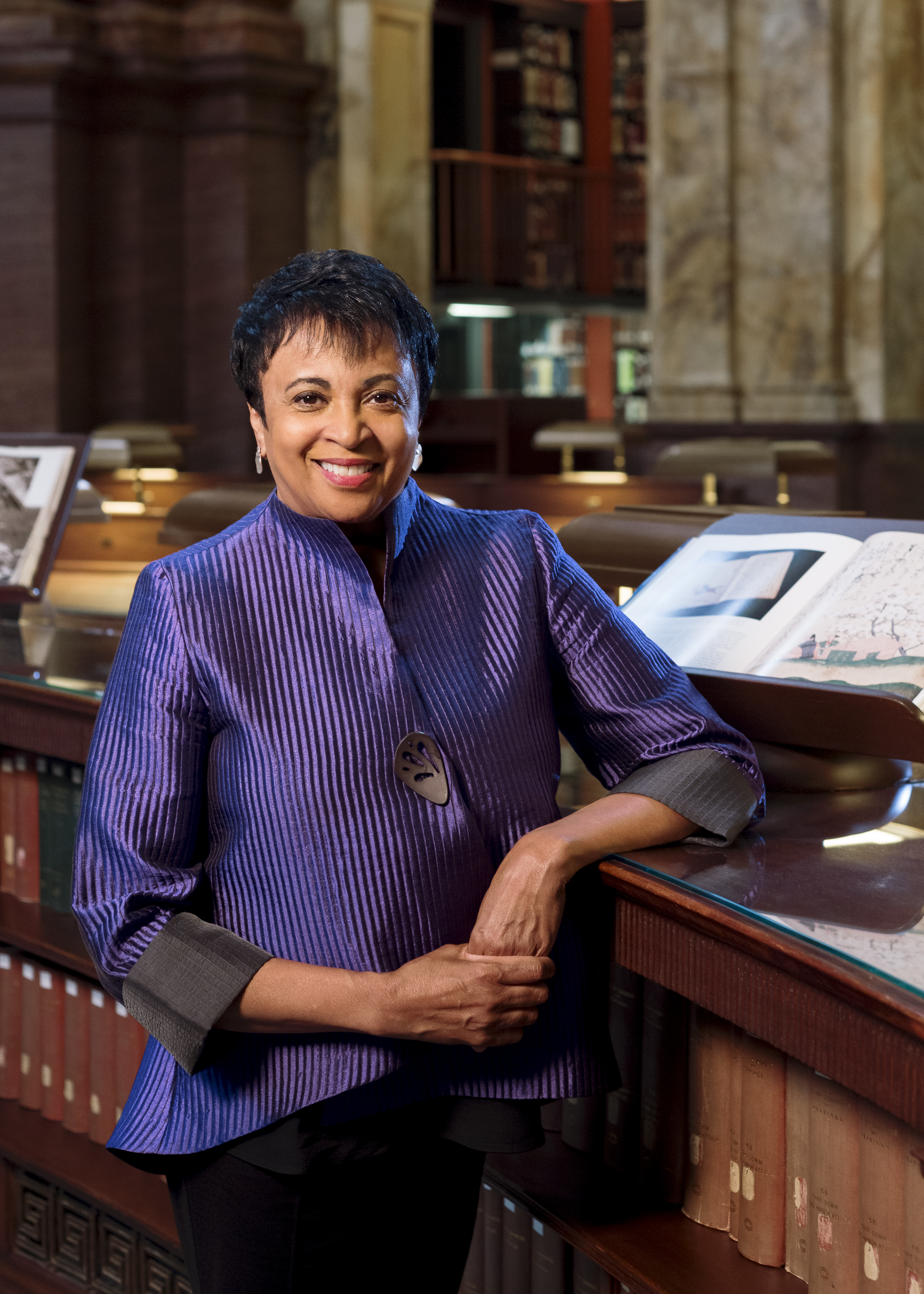
پرترهٔ رسمی کتاب‌دار گنکره «کارلا هایدن» - ۲۰۲۰

مدرسه عالی کتابداری دانشگاه شیکاگو یک مؤسسه آموزشی در سطح تحصیلات عالی بود که در سال ۱۹۲۸ افتتاح شد و در سال ۱۹۸۹ تعطیل شد.

## تاریخچه
در اوایل قرن بیستم، شرکت کارنگی نیویورک شروع به ارائه کمک‌های بلاعوض برای تغییر جهت تحصیل در کتابخانه و بورسیه کرد. در نتیجه در سال ۱۹۲۶ وقف یک برنامه پژوهش محور در دانشگاه شیکاگو بود که فقط مدرک دکترا را ارائه می‌کرد. با تأکید بر تحقیق در میان دانشجویان، مطالعات انجام شده و کنفرانس‌هایی که در GLS برگزار شد، مرکزی برای تحقیق فکری در توسعه کتابداری قرن بیستم ایجاد کرد. فصلنامه کتابخانه، یک مجله علمی با تمرکز بر تحقیق، در سال ۱۹۳۱ راه‌اندازی شد تا منبعی برای انتشار تحقیقات دقیق فراهم کند.
به مناسبت بیست و پنجمین سالگرد تأسیس دانشکده فارغ‌التحصیلان کتابداری در سال ۱۹۵۱، لویی راند ویلسون تأثیر آن را ارزیابی کرد و خاطرنشان نمود که این مدرسه مفهوم کتابداری را گسترش داده است و آن را به عنوان زمینه‌ای برای مطالعه علمی توسعه داد، عینیت انتقادی را معرفی کرد، با انتشارات علمی به فلسفه کتابداری کمک کرده و رهبران این حوزه را تربیت نمود.